# Demografické stárnutí
Demografické stárnutí označuje postupné stárnutí celé populace, kdy ubývá dětské populace a naopak přibývá počet osob ve starším věku, a proto dochází ke zvyšování průměrného věku.
Je však třeba rozlišovat mezi pojmy stárnutí a demografické stárnutí. Stárnutím se rozumí biologický proces během kterého dochází k přibývání věku jednotlivce. Zásadní rozdíl také spočívá v tom, že individuální stáří je trvalé a může pouze nabývat věku, ale v rámci demografického stárnutí může docházet i k "mládnutí" (poklesu průměrného věku v populaci).
Demografické stárnutí patří mezi jednu z největších výzev, které budou muset moderní společnosti v budoucnu čelit, nicméně její následky se začínají promítat již v současné době. Pokud k danému tématu zohledníme také nízkou míru plodnosti (fertility rate), můžeme očekávat, že tyto dva socio-ekonomické faktory se promítnou zásadním způsobem do různých oblastí socio-ekonomických institucí (států).

## Plodnost
Během posledních 70 let (1950-2020) došlo k poklesu světového indexu plodnosti z 5 dětí na matku na 2,3 dítěte na matku. Dle předpokládané projekce (viz graf níže) tento index poklesne do roku 2050 na 2,1 dítěte na matku. Ovšem právě tato hodnota je považována za hraniční, respektive stále dostačující reprodukční hodnota pro zachování populace. (V některých literaturách se toto číslo uvádí vyšší, neboť je potřeba vycházet z předpokladu, že ne každá žena musí být plodná.) Z grafu níže je patrné, že některé světové regiony se již delší dobu nacházejí pod touto hraniční hodnotou ("Replacement fertility"), a proto lze tedy očekávat, že podíl dětské populace v těchto oblastech bude postupně ubývat.

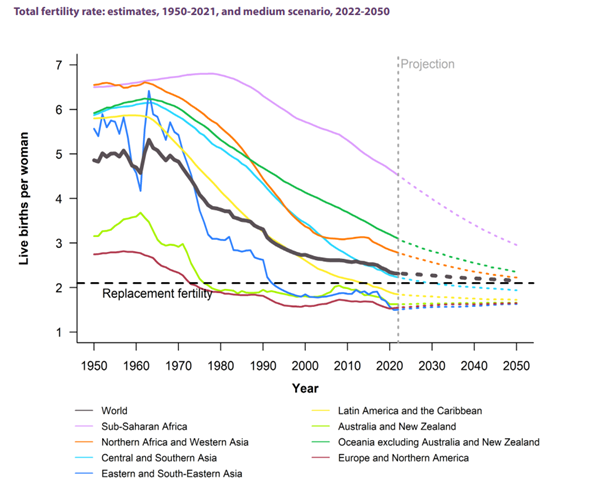

Problém nízké plodnosti se mnohem více týká ekonomicky rozvinutějších zemí, přičemž nejhůře je na tom Evropa, Severní Amerika a státy Východní a Jihovýchodní Asie. Oproti tomu některé ekonomicky slabší regiony nemají o dostatečnou míru reprodukce dlouhodobou nouzi. (týká se zejména jednotlivých států Afriky, kde se dlouhodobě udržuje vysoká míra plodnosti). Za jednu z předpokládaných zásadních příčin poklesu míry plodnosti se považuje zvyšující se úroveň vzdělání. Od druhé poloviny 20. století došlo k výrazné expanzi vzdělanosti po celém světě a právě od této chvíle začíná značným způsobem klesat míra plodnosti. V současnosti dosahuje evropská populace nejvyšší dosaženou úroveň vzdělání napříč světem, ovšem z hlediska vývoje plodnosti je na tom ve srovnání se všemi ostatními zeměmi nejhůře.

## Stárnutí populace v souvislosti s délkou dožití
Postupně se prodlužující věk dožití a snižující se míra úmrtnosti jsou znaky zvyšující se životní úrovně obyvatel ve světe. Ovšem v kombinaci s nízkou mírou plodnosti se projevují v postupném demografickém stárnutí populace. To se projevuje na změně demografického složení společnosti, ve kterém postupně dochází k poklesu ekonomicky aktivního obyvatelstva (obyvatel ve věku 15-64 let) a nárůst podílu obyvatel ve věku 65 a více.
Graf zobrazený níže znázorňuje postupně se prodlužující věk dožití v uvedených regionech. Z grafu si lze povšimnout, že od roku 1950 došlo ve všech světových regionech k zásadnímu prodloužení délky dožití (černá křivka procházející grafem zhruba v polovině znázorňuje celosvětový vývoj). Pokles počínající rokem 2019 je způsobený pandemií covidu-19.

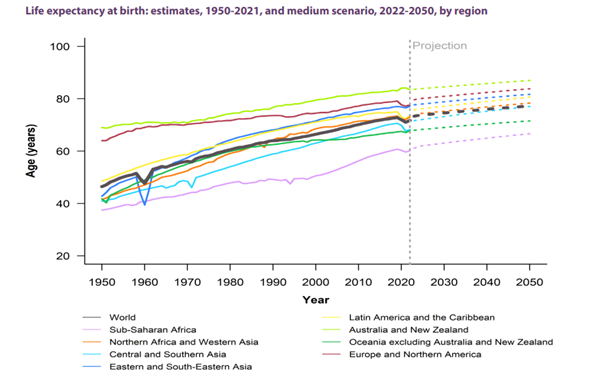

V roce 1990 dosahovala průměrná celosvětová délka dožití 64,0 let (muži - 61,5 let; ženy - 66,5 let) a v následujících 31 letech (2021) vzrostla tato hodnota o 7 let, tedy na celkovou průměrnou délku dožití 74 let (muži - 68,4 let; ženy - 73,8 let). Z těchto údajů si lze povšimnout, že ženy žijí v průměru o 5 let déle než muži. Předpokládaná projekce do budoucna odhaduje, že se délka dožití do roku 2050 posune na úroveň 77,2 let (muži - 74,8 let; ženy - 79,8 let)

## Dopady na hospodářskou politiku
V rámci hospodářské politiky se v případě problému demografického stárnutí a nízké plodnosti řeší zejména následující oblasti:
- příjmy do veřejných rozpočtů a důchody,
- výdaje na zdravotnictví a sociální služby,
- investice do zaměstnanosti,
- Změny v důchodovém systému.

Pokles podílu ekonomicky aktivního obyvatelstva znamená méně pracujících obyvatel, a tedy i celkově menší příjmový podíl do státního rozpočtu, který se vybere prostřednictvím daní. Zároveň zvyšující se počet lidí pobírajících starobní důchod se projevuje v značném nárůstu veřejných výdajů. Současný důchodový systém není na takovou situaci připraven, a proto lze v následujících desetiletích očekávat významné důchodové reformy. Očekávaný je také negativní dopad do oblasti zdravotnictví, nedostatek lékařů různých kvalifikací napříč regiony bude vyžadovat nemalé investice do zaměstnanosti, zejména ve venkovských oblastech bude ohrožena dostupnost lékařské péče vlivem stárnutí lékařů i zdravotního personálu a všeobecnému odlivu lidí z venkova do měst. K tomu je třeba připočíst postupně se zvyšující veřejné výdaje do zdravotnictví, neboť zhruba polovina lidí nad 65 let má nějaké zdravotní omezení. Samotným tématem je také oblast sociálních služeb, jako je např. péče o seniory a dostupnost pečovatelských služeb, zvyšující se podíl starších osob totiž ohrožuje finanční udržitelnost sociálních systémů.

## Míra plodnosti a stárnutí v České republice
Česká republika je a v budoucnu bude tímto sociálním vývojem výrazně ovlivněna. V současnosti spadá mezi nejrychleji stárnoucí země (z hlediska podílu k celkovému obyvatelstvu) v EU.
„Po celou druhou polovinu 21. století bude v České republice žít 2,5krát více seniorů než dětí. Tomu nezabrání ani masivnější migrace ani o něco vyšší úroveň plodnosti.“
Podle nejpravděpodobnější projekce českého statistického úřadu nastanou v průběhu 1. poloviny 21. století v České republice tyto změny:
- zdvojnásobení počtu osob ve věku 65 a více,
- podíl obyvatel ve věku 15-64 klesne ze 68,4 % na 55,3 %,
- pokles podílu dětí v populaci ze 14,8 % na 12,2 %,
- průměrný věk obyvatel vzroste ze 41,3 let na 50,0 let.

Poznámka: Odhady vychází z prognózy českého statistického úřadu na základě průběžného vývoje a získaných dat Sčítání lidu, domů a bytů 2011 a populačního vývoje.

### Vliv migrace na počet ekonomicky aktivních obyvatel v ČR
V průběhu času lze v ČR kvůli nízkému míře plodnosti očekávat postupné ubývání celkové populace, přičemž dle prognózy ČSÚ celkový počet obyvatel poklesne v rozmezí 13 % až 42 % do konce tohoto století. Tento úbytek se promítne v hospodářské politice na poklesu významných ekonomických ukazatelů jako je HDP a zaměstnanost, což se podepíše na snížení životní úrovně obyvatel. Aby bylo možné se takové situace vyvarovat, tak musí dojít k výraznému navýšení podílu ekonomicky aktivních obyvatel. Předpokládá se, že částečně tato populace může být doplněna prostřednictvím migrace, čímž by došlo na českém trhu k navýšení nabídky práce. Dle předpokladů ČSÚ by vlivem migrační politiky mohl vystoupat podíl cizích národností v ČR do roku 2100 na 22 % (cca 1,26 mil. lidí). Nicméně se tato možnost nejeví jako dostačující, jelikož pravděpodobně ani vysoká migrace, současně i za předpokladu mírného zvýšení plodnosti, nebude dostatečná pro snížení úbytku lidí v produktivním věku, očekává se však, že přinejmenším přispěje k zamezí úbytku celkového počtu obyvatel v ČR.
Mezi lety 2022 a 2023 se počet cizinců v ČR téměř zdvojnásobil, důvodem je zvýšená migrace způsobená vlivem světových událostí, zejména ruské agrese na Ukrajině. V roce 2023 se nachází na českém území více než 1 milion cizinců, z čehož více než polovinu tvoří Ukrajinci.

### Stárnutí z pohledu regionální politiky
Jednotlivé kraje ČR se mezi sebou značně liší, jak rozlohou, tak počtem obyvatel, demografickým složením společnosti i výslednými ekonomickými ukazateli jako je HDP, míra nezaměstnanosti, průměrný hrubý měsíční příjem a jiné. Z těchto příčin je patrné, že stárnutí společnosti bude doléhat na každý kraj jiným způsobem a jinou mírou.
Za rok 2020 zaznamenal Královéhradecký kraj nejvyšší podíl osob ve věku 65 let a více a to konkrétně 21,7 %. Odhaduje se, že v roce 2030 dosáhne nejvyššího nárůstu podílu těchto osob Kraj Vysočina (z 20,5 % na 24,3 %) a Zlínský kraj (z 20,8 % na 24,5 %). Celkově dle odhadů vzroste počet osob ve věku 65 a více v průměru o 15 % ve všech krajích oproti roku 2020, přičemž nejmenší přírůstek 6,4 % se bude týkat Prahy a nejvíce naopak ve Středočeském kraji, kde se bude pohybovat dokonce okolo 17,7 %. V případě roku 2050 se celkový počet těchto osob (oproti roku 2020) navýší až o 40 % napříč všemi kraji, výjimku však tvoří Středočeský kraj, kde by mohl nárůst činit dokonce 79,1 % (zhruba o 200 tis. osob více).
K rozdílnému vývoji mezi jednotlivými hodnotami může přispět také odlišná míra migrace. Lze totiž předpokládat, že lidé budou spíše migrovat do ekonomicky více prosperujících regionů, a naopak se budou vyhýbat těm zaostalejším, neboť zde budou mít horší podmínky k životu. Z těchto příčin lze očekávat, že demografické stárnutí se projeví v menší míře na ekonomicky rozvinutějších regionech jako je např. Praha.